# 신동초등학교 연화분교
신동초등학교 연화분교는 경상북도 칠곡군 지천면 연화2길 21 (연화리)에 있었던 분교이다.

## 연혁
- 1949년 10월 24일 도촌공립국민학교 개교(설립인가 8월 20일)
- 1955년 2월 28일 도촌리에서 연화리로 학교 이전
- 1970년 5월 13일 연화국민학교로 명칭 변경
- 1984년 9월 1일 병설유치원 개원
- 1995년 3월 1일 신동국민학교 연화분교장 편입
- 1997년 3월 1일 신동초등학교로 통폐합